# Coenosia argenticeps
Coenosia argenticeps är en tvåvingeart som beskrevs av Malloch 1920. Coenosia argenticeps ingår i släktet Coenosia och familjen husflugor. Inga underarter finns listade i Catalogue of Life.